# Парламент Непала
Парламент Непала (непальск. संघीय संसद नेपाल, Saṅghīya Sansada Nēpāla) — высший законодательный орган Королевства Непал, ныне упразднённой монархии. С 2018 года — высший законодательный орган Федеративной Демократической Республики Непал.

## Парламент Республики Непал

### Устройство
В соответствии с Конституцией Непала от 2015 года, парламент состоит из двух палат:
- Палата представителей (Пратинидхи Сабха) — 275 членов, избираемых на пятилетний срок, 165 из которых избирается в одномандатных округах, а 110 из пропорционального партийного списка.
- Национальное собрание (Раштрия Сабха) — 59 членов, избираемых на шестилетний срок.Каждые два года переизбирается треть национального собрания.

Общее количество парламентариев составляет 334 человека.

### История
26 ноября и 7 декабря 2017 года прошли первые после переходного периода выборы в Палату представителей страны.
6 февраля 2018 года прошли первые после переходного периода выборы в Национальное собрание.

## Парламент Королевства Непал

### Устройство
В соответствии с Конституцией 1990 года, парламент состоял из двух палат:
- Палата представителей (Пратинидхи Сабха) — 205 членов, избираемых на пятилетний срок в одномандатных округах.
- Национальное собрание (Раштрия Сабха) — 60 членов, 35 членов, избираемых Пратинидхи Сабхой, 15 представителей региональных зон развития и 10 назначенных членов.

Общее количество членов парламента составляло 265 человек.

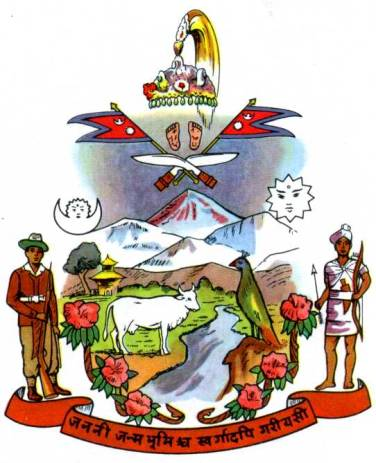
Герб Королевства Непал (1962—2008)

### История
В 2002 году парламент был распущен королём Гьянендрой, из-за того, что по его мнению он не смог справиться с маоистскими повстанцами. Пять основных политических партий страны организовали протесты против решения короля, утверждая, что он должен либо назначить новые выборы, либо восстановить избранный законодательный орган. В 2004 году король объявил, что парламентские выборы будут проведены в течение двенадцати месяцев. В апреле 2006 года, в ответ на крупные про-демократические протесты, было объявлено, что парламент будет восстановлен.
После успеха народного движения в апреле 2006 года, в соответствии с временной Конституцией 15 января 2007 года, этот парламент был распущен и заменён 330 членами временного Учредительного собрания, выборы в которое были проведены в апреле 2008 года. 28 мая 2008 года собрание упразднило 238-летнюю монархию и объявило страну Федеративной Демократической Республикой. Собранию дали два года на принятие проекта новой конституции. Этот срок истёк 28 мая 2012 года, после отказа принятия новой конституции из-за разногласий по вопросу устройства государства и роспуска собрания по указу премьер-министра Бабурама Бхаттараи. Выборы во 2-е Учредительное собрание состоялись 19 ноября 2013 года, и политические лидеры обязались принять проект новой конституции в течение года.
Функции парламента в переходный период исполняло 2-е Учредительное собрание Непала.